# Yttersjön (Tännäs socken, Härjedalen)
Yttersjön är en sjö i Härjedalens kommun i Härjedalen och ingår i Ljusnans huvudavrinningsområde. Sjön har en area på 0,24 kvadratkilometer och ligger 749,2 meter över havet. Sjön avvattnas av vattendraget Rånden.

## Delavrinningsområde
Yttersjön ingår i det delavrinningsområde (690976-134770) som SMHI kallar för Utloppet av Yttersjön. Medelhöjden är 808 meter över havet och ytan är 11,92 kvadratkilometer. Räknas de 5 avrinningsområdena uppströms in blir den ackumulerade arean 40,07 kvadratkilometer. Rånden som avvattnar avrinningsområdet har biflödesordning 2, vilket innebär att vattnet flödar genom totalt 2 vattendrag innan det når havet efter 350 kilometer. Avrinningsområdet består mestadels av skog (67 procent), sankmarker (19 procent) och kalfjäll (10 procent). Avrinningsområdet har 0,33 kvadratkilometer vattenytor vilket ger det en sjöprocent på 2,8 procent.